# Mandrágora (demonio)
En la mitología, las mandrágoras son demonios familiares que aparecen como hombres pequeños negros, sin barba, y con los cabellos despeinados y esparcidos.
Se piensa que las mandrágoras son pequeños muñecos o figuras que el Diablo entregó a hechiceros con el propósito de ser consultado a través de ellos en caso de necesidad; podría parecer que este concepto procediera del ámbito del fetichismo, el cual no es más que un lugar de residencia hecho por un chamán u hombre de medicinas para recibir a cualquier espíritu deambulante que eligiera establecer su morada en dicho objeto.

## Historias
En el siglo XVI, el teólogo español Martín del Río declara que en una ocasión encontró una mandrágora, perteneciente a un hechicero al que un tribunal estaba juzgando por brujería, la cual cogió por los brazos y lanzó al fuego ante los presentes, los cuales creían en la existencia del espíritu demoníaco, para convencerlos de su inexistencia, pues debería haber salido del fuego completamente intacta.
El autor del grimorio titulado Petit Albert afirma en un pasaje que mientras viajaba por Flandes, atravesando el pueblo de Lille, fue invitado por un amigo a acompañarle a la casa de una vieja mujer que presumía de ser una gran profetisa. Esta persona condujo a los dos amigos a una oscura habitación iluminada por una única lámpara, donde podrían ver sobre de una mesas cubierta con una tela una pequeña estatua o mandrágora, sentada en un trípode y con la mano izquierda extendida mientras sostenía una madeja de seda con un diseño muy delicado, del cual colgaba una pequeña pieza de hierro muy pulido. Colocando bajo esta pieza un vaso de cristal de tal forma que el metal quedara dentro de la cavidad, la señora ordenó a la figura que golpeara el hierro contra el vaso de la manera que ella especificara, diciendo al mismo tiempo a la figura: "Te ordeno, Mandrágora, en nombre de aquellos a los que estás obligado a rendir obediencia, saber si el caballero aquí presente será feliz en el viaje que está a punto de comenzar. En tal caso, golpea tres veces con el hierro en el cristal." El hierro golpeó tres veces tal como se había pedido sin que la vieja señora tocara nada, para sorpresa de los dos espectadores. La hechicera realizó varias preguntas más a la mandrágora, que golpeó la pieza de hierro una o tres veces según le pareciera. Sin embargo, como muestra el autor, todo fue un montaje de la señora, puesto que la pieza metálica era muy ligera de peso y cuando la señora quería que golpeara el cristal se ayudaba de un anillo con una gran pieza magnética colocado en una de sus manos, lo que hacía que el hierro se moviera hacia el cristal.

## En la cultura popular
- En el episodio de la serie Doctor Who The Masque of Mandragora de Louis Marks, emitido en septiembre de 1976, aparece un remolino de energía viviente llamado la Hélice de la Mandrágora, del cual se cuela un fragmento en la TARDIS y posee y abosorbe a un astrólogo de la corte italiana con el objetivo de la dominación galáctica.

- Las mandrágoras aparecen como monstruos en varios videojuegos, particularmente en RPGs como la saga Final Fantasy.

- En Shakespeare in Love, William Shakespeare (frustrado por encontrarse bloqueado) pide una mandrágora en el pub.

- En la serie sobrenatural Witches of East End, se envía una mandrágora a través del portal de Asgard como un cazador.[3]